# Lista över statsöverhuvuden
Detta är en lista över statschefer och regeringschefer i suveräna stater, som visar statschefer och regeringschefer när dessa skiljer sig åt, vilket oftast är fallet i stater med parlamentarism; det bör noteras att dessa befattningar sammanfaller i stater med presidentialism och i många diktaturer. Vissa stater har semipresidentialism i vilka rollen av regeringschef innehas både av den listade statschefen och regeringschefen.

## Lista över ledare för stater som är FN-medlemmar
| Stat                           | Regeringsform                                  | Statschef | Regeringschef | Not   |
| ------------------------------ | ---------------------------------------------- | --- | --- | ----- |
| Afghanistan                    | övergångsregering                              | ledare Haibatullah Akhundzada | premiärminister Mohammad Hassan Akhund |       |
| Albanien                       | parlamentarisk republik                        | president Bajram Begaj | premiärminister Edi Rama |       |
| Algeriet                       | semipresidentiell republik                     | president Abdelmadjid Tebboune | premiärminister Nadir Larbaoui |       |
| Andorra                        | parlamentariskt furstendöme                    | samregerande furstar Emmanuel Macron och Joan Enric Vives i Sicilia                                                                                            | regeringschef Xavier Espot Zamora |       |
| Angola                         | presidentiell republik                         | president João Lourenço | president João Lourenço |       |
| Antigua och Barbuda            | parlamentarisk monarki                         | kung Charles III | premiärminister Gaston Browne |       |
| Antigua och Barbuda            | parlamentarisk monarki                         | generalguvernör Rodney Williams | premiärminister Gaston Browne |       |
| Argentina                      | presidentiell republik                         | president Javier Milei | president Javier Milei |       |
| Armenien                       | parlamentarisk republik                        | president Vahagn Chatjaturjan | premiärminister Nikol Pasjinjan |       |
| Australien                     | parlamentarisk monarki                         | kung Charles III | premiärminister Anthony Albanese |       |
| Australien                     | parlamentarisk monarki                         | generalguvernör Sam Mostyn | premiärminister Anthony Albanese |       |
| Azerbajdzjan                   | semipresidentiell republik                     | president Ilham Aliyev | premiärminister Äli Äsädov |       |
| Bahamas                        | parlamentarisk monarki                         | kung Charles III | premiärminister Philip Davis |       |
| Bahamas                        | parlamentarisk monarki                         | generalguvernör Cynthia Pratt | premiärminister Philip Davis |       |
| Bahrain                        | semikonstitutionell monarki                    | kung Hamad ibn Isa al-Khalifah | premiärminister Salman bin Hamad bin Isa Al Khalifa |       |
| Bangladesh                     | parlamentarisk republik                        | president Mohammed Shahabuddin | premiärminister Sheikh Hasina Wajed |       |
| Barbados                       | parlamentarisk republik                        | president Sandra Mason | premiärminister Mia Mottley |       |
| Belarus                        | presidentiell republik                         | president Aleksandr Lukasjenko | premiärminister Raman Haloŭtjanka |       |
| Belgien                        | parlamentarisk monarki                         | kung Philippe | premiärminister Alexander De Croo |       |
| Belize                         | parlamentarisk monarki                         | kung Charles III | premiärminister Johnny Briceño |       |
| Belize                         | parlamentarisk monarki                         | generalguvernör Froyla Tzalam | premiärminister Johnny Briceño |       |
| Benin                          | presidentiell republik                         | president Patrice Talon | president Patrice Talon |       |
| Bhutan                         | semikonstitutionell monarki                    | kung Jigme Khesar Namgyal Wangchuck | premiärminister Tshering Tobgay |       |
| Bolivia                        | presidentiell republik                         | president Luis Arce | president Luis Arce |       |
| Bosnien och Hercegovina        | parlamentarisk republik                        | Hög representant – Christian Schmidt | Hög representant – Christian Schmidt |       |
| Bosnien och Hercegovina        | parlamentarisk republik                        | Presidentråd: Željko Komšić (ordförande) Denis Bećirović Željka Cvijanović                                                                                     | premiärminister Borjana Krišto |       |
| Botswana                       | presidentiell republik                         | president Mokgweetsi Masisi | president Mokgweetsi Masisi |       |
| Brasilien                      | presidentiell republik                         | president Luiz Inácio Lula da Silva | president Luiz Inácio Lula da Silva |       |
| Brunei                         | absolut monarki                                | sultan Hassanal Bolkiah | sultan Hassanal Bolkiah |       |
| Bulgarien                      | parlamentarisk republik                        | president Rumen Radev | premiärminister Nikolai Denkov |       |
| Burkina Faso                   | övergångsregering                              | president Ibrahim Traoré | premiärminister Apollinaire Kyélem |       |
| Burundi                        | presidentiell republik                         | president Évariste Ndayishimiye | premiärminister Gervais Ndirakobuca |       |
| Centralafrikanska republiken   | presidentiell republik                         | president Faustin-Archange Touadéra | premiärminister Félix Moloua |       |
| Chile                          | presidentiell republik                         | president Gabriel Boric | president Gabriel Boric |       |
| Colombia                       | presidentiell republik                         | president Gustavo Petro | president Gustavo Petro |       |
| Costa Rica                     | presidentiell republik                         | president Rodrigo Chaves Robles | president Rodrigo Chaves Robles |       |
| Cypern                         | presidentiell republik                         | president Nicos Christodoulides | president Nicos Christodoulides |       |
| Danmark                        | parlamentarisk monarki                         | kung Frederik X | statsminister Mette Frederiksen |       |
| Djibouti                       | presidentiell republik                         | president Ismail Omar Guelleh | regeringschef Abdoulkader Kamil Mohamed |       |
| Dominica                       | parlamentarisk republik                        | president Sylvanie Burton | premiärminister Roosevelt Skerrit |       |
| Dominikanska republiken        | presidentiell republik                         | president Luis Abinader | president Luis Abinader |       |
| Ecuador                        | presidentiell republik                         | president Daniel Noboa | president Daniel Noboa |       |
| Egypten                        | semipresidentiell republik                     | president Abdul Fatah al-Sisi | premiärminister Moustafa Madbouly |       |
| Ekvatorialguinea               | presidentiell republik                         | president Theodoro Obiang Nguema Mbasogo | premiärminister Manuela Roka Botey |       |
| Elfenbenskusten                | presidentiell republik                         | president Alassane Ouattara | premiärminister Robert Beugré Mambé |       |
| El Salvador                    | presidentiell republik                         | president Nayib Bukele | president Nayib Bukele |       |
| Eritrea                        | presidentiell republik                         | president Isaias Afwerki | president Isaias Afwerki |       |
| Estland                        | parlamentarisk republik                        | president Alar Karis | premiärminister Kaja Kallas |       |
| Etiopien                       | parlamentarisk republik                        | president Taye Atske Selassie | premiärminister Abiy Ahmed |       |
| Fiji                           | parlamentarisk republik                        | president Wiliame Katonivere | premiärminister Sitiveni Rabuka |       |
| Filippinerna                   | presidentiell republik                         | president Bongbong Marcos | president Bongbong Marcos |       |
| Finland                        | parlamentarisk republik                        | president Alexander Stubb | statsminister Petteri Orpo |       |
| Frankrike                      | semipresidentiell republik                     | president Emmanuel Macron | premiärminister François Bayrou | [ 1 ] |
| Förenade arabemiraten          | semikonstitutionell monarki                    | president Mohammed bin Zayed Al Nahyan | vicepresident och premiärminister Mohammed bin Rashid Al Maktoum                                                                                               |       |
| Gabon                          | presidentiell republik                         | president Brice Oligui | premiärminister Alain Claude Bilie By Nze |       |
| Gambia                         | presidentiell republik                         | president Adama Barrow | president Adama Barrow |       |
| Georgien                       | parlamentarisk republik                        | president Salomé Zurabisjvili | premiärminister Irakli Gharibasjvili |       |
| Ghana                          | presidentiell republik                         | president Nana Akufo-Addo | president Nana Akufo-Addo |       |
| Grekland                       | parlamentarisk republik                        | president Ekaterini Sakellaropoulou | premiärminister Kyriakos Mitsotakis |       |
| Grenada                        | parlamentarisk monarki                         | kung Charles III | premiärminister Dickon Mitchell |       |
| Grenada                        | parlamentarisk monarki                         | generalguvernör Cécile La Grenade | premiärminister Dickon Mitchell |       |
| Guatemala                      | presidentiell republik                         | president Alejandro Giammattei | president Alejandro Giammattei |       |
| Guinea                         | övergångsregering                              | president Mamady Doumbouya | premiärminister Bernard Gomou |       |
| Guinea-Bissau                  | semipresidentiell republik                     | president Umaro Sissoco Embaló | premiärminister Geraldo Martins |       |
| Guyana                         | presidentiell republik                         | president Irfaan Ali | premiärminister Mark Phillips |       |
| Haiti                          | semipresidentiell republik                     | president vakant | premiärminister Ariel Henry |       |
| Honduras                       | presidentiell republik                         | president Xiomara Castro | president Xiomara Castro |       |
| Indien                         | parlamentarisk republik                        | president Droupadi Murmu | premiärminister Narendra Modi |       |
| Indonesien                     | presidentiell republik                         | president Joko Widodo | president Joko Widodo |       |
| Irak                           | parlamentarisk republik                        | förbundspresiden Latif Rashid | premiärminister Mohammed Al-Sudani |       |
| Iran                           | presidentiell republik i teokratisk överhöghet | högste ledaren Ali Khamenei | högste ledaren Ali Khamenei |       |
| Iran                           | presidentiell republik i teokratisk överhöghet | president Mohammad Mokhber (tillförordnad) | |       |
| Irland                         | parlamentarisk republik                        | president Michael D. Higgins | regeringschef Leo Varadkar |       |
| Island                         | parlamentarisk republik                        | president Halla Tómasdóttir | statsminister Kristrún Frostadóttir |       |
| Israel                         | parlamentarisk republik                        | president Isaac Herzog | premiärminister Benjamin Netanyahu |       |
| Italien                        | parlamentarisk republik                        | president Sergio Mattarella | premiärminister Giorgia Meloni |       |
| Jamaica                        | parlamentarisk monarki                         | kung Charles III | premiärminister Andrew Holness |       |
| Jamaica                        | parlamentarisk monarki                         | generalguvernör Patrick Allen | premiärminister Andrew Holness |       |
| Japan                          | parlamentarisk monarki                         | kejsar Naruhito | premiärminister Shigeru Ishiba |       |
| Jemen                          | övergångsregering                              | president Rashad al-Alimi | premiärminister Maeen Abdulmalik Saeed |       |
| Jordanien                      | semikonstitutionell monarki                    | kung Abdullah II | premiärminister Bisher Al-Khasawneh |       |
| Kambodja                       | parlamentarisk monarki                         | kung Norodom Sihamoni | premiärminister Hun Manet |       |
| Kamerun                        | presidentiell republik                         | president Paul Biya | premiärminister Joseph Ngute |       |
| Kanada                         | parlamentarisk monarki                         | kung Charles III | premiärminister Justin Trudeau |       |
| Kanada                         | parlamentarisk monarki                         | generalguvernör Mary Simon | premiärminister Justin Trudeau |       |
| Kap Verde                      | semipresidentiell republik                     | president José Maria Neves | premiärminister Ulisses Correia e Silva |       |
| Kazakstan                      | presidentiell republik                         | president Qasym-Zjomart Toqajev | premiärminister Älichan Smajylov |       |
| Kenya                          | presidentiell republik                         | president William Ruto | president William Ruto |       |
| Kina                           | kommunistpartiledd republik                    | president Xi Jinping | premiärminister Li Qiang |       |
| Kirgizistan                    | presidentiell republik                         | president Sadyr Zjaparov | premiärminister Akylbek Zjaparov |       |
| Kiribati                       | presidentiell republik                         | president Taneti Mamau | president Taneti Mamau |       |
| Komorerna                      | presidentiell republik                         | president Azali Assoumani | president Azali Assoumani |       |
| Kongo-Kinshasa                 | semipresidentiell republik                     | president Félix Tshisekedi | premiärminister Judith Suminwa Tuluka |       |
| Kongo-Brazzaville              | semipresidentiell republik                     | president Denis Sassou-Nguesso | premiärminister Anatole Collinet Makosso |       |
| Kroatien                       | parlamentarisk republik                        | president Zoran Milanović | premiärminister Andrej Plenković |       |
| Kuba                           | kommunistpartiledd republik                    | president Miguel Díaz-Canel | premiärminister Manuel Marrero Cruz |       |
| Kuwait                         | semikonstitutionell monarki                    | emir Mishal Al-Ahmad Al-Jaber Al-Sabah | premiärminister Ahmad Nawaf al-Ahmad al-Sabah |       |
| Laos                           | kommunistpartiledd republik                    | president Thongloun Sisoulith | premiärminister Sonexay Siphandone |       |
| Lesotho                        | parlamentarisk monarki                         | kung Letsie III | regeringschef Sam Matekane |       |
| Lettland                       | parlamentarisk republik                        | president Egils Levits | premiärminister Evika Siliņa |       |
| Libanon                        | parlamentarisk republik                        | president Joseph Aoun | premiärminister Najib Mikati |       |
| Liberia                        | presidentiell republik                         | president George Weah | president George Weah |       |
| Libyen                         | övergångsregering                              | ordförande Mohamed al-Menfi | premiärminister Abdul Hamid Dbeibeh |       |
| Liechtenstein                  | semikonstitutionell monarki                    | furst Hans-Adam II | regeringschef Daniel Risch |       |
| Litauen                        | semipresidentiell republik                     | president Gitanas Nausėda | premiärminister Ingrida Šimonytė |       |
| Luxemburg                      | parlamentarisk monarki                         | storhertig Henri | premiärminister Luc Frieden |       |
| Madagaskar                     | semipresidentiell republik                     | president Andry Rajoelina | premiärminister Christian Ntsay |       |
| Malawi                         | presidentiell republik                         | president Lazarus Chakwera | president Lazarus Chakwera |       |
| Malaysia                       | parlamentarisk monarki                         | monark Abdullah av Pahang | premiärminister Anwar Ibrahim |       |
| Maldiverna                     | presidentiell republik                         | president Mohamed Muizzu | president Mohamed Muizzu |       |
| Mali                           | övergångsregering                              | president Assimi Goïta | premiärminister Choguel Kokalla Maïga |       |
| Malta                          | parlamentarisk republik                        | president Myriam Spiteri Debono | premiärminister Robert Abela |       |
| Marocko                        | semikonstitutionell monarki                    | kung Mohammed VI | premiärminister Aziz Akhannouch |       |
| Marshallöarna                  | presidentiell republik                         | president David Kabua | president David Kabua |       |
| Mauretanien                    | semipresidentiell republik                     | statschef Mohamed Ould Ghazouani | premiärminister Mohamed Ould Bilal |       |
| Mauritius                      | parlamentarisk republik                        | president Dharam Gokhool | premiärminister Navin Ramgoolam |       |
| Mexiko                         | presidentiell republik                         | president Andrés Manuel López Obrador | president Andrés Manuel López Obrador |       |
| Mikronesiska federationen      | presidentiell republik                         | president Wesley W. Simina | president Wesley W. Simina |       |
| Moçambique                     | semipresidentiell republik                     | president Filipe Nyusi | premiärminister Adriano Maleiane |       |
| Moldavien                      | parlamentarisk republik                        | president Maia Sandu | premiärminister Dorin Recean |       |
| Monaco                         | semikonstitutionell monarki                    | furst Albert II | statsminister Pierre Dartout |       |
| Mongoliet                      | semipresidentiell republik                     | president Ukhnaagiin Khürelsükh | premiärminister Luvsannamsrain Oyun-Erdene |       |
| Montenegro                     | parlamentarisk republik                        | president Jakov Milatović | premiärminister Milojko Spajić |       |
| Myanmar                        | övergångsregering                              | president Myint Swe | premiärminister Min Aung Hlaing |       |
| Namibia                        | semipresidentiell republik                     | president Hage Geingob | premiärminister Saara Kuugongelwa |       |
| Nauru                          | presidentiell republik                         | president David Adeang | president David Adeang |       |
| Nederländerna                  | parlamentarisk monarki                         | kung Willem-Alexander | premiärminister Dick Schoof | [ 2 ] |
| Nepal                          | parlamentarisk republik                        | president Ram Chandra Poudel | premiärminister Pushpa Kamal Dahal |       |
| Nicaragua                      | presidentiell republik                         | president Daniel Ortega | president Daniel Ortega |       |
| Niger                          | semipresidentiell republik                     | president Abdourahamane Tchiani | premiärminister Ali Lamine Zeine |       |
| Nigeria                        | presidentiell republik                         | president Bola Tinubu | president Bola Tinubu |       |
| Nordkorea                      | kommunistpartiledd republik                    | högsta ledaren Kim Jong-un | högsta ledaren Kim Jong-un |       |
| Nordkorea                      | kommunistpartiledd republik                    | Högsta folkförsamlingens ordförande Choe Ryong-hae | ministerrådets ordförande Kim Tok-hun |       |
| Nordmakedonien                 | parlamentarisk republik                        | president Gordana Siljanovska-Davkova | premiärminister Hristijan Mickoski |       |
| Norge                          | parlamentarisk monarki                         | kung Harald V | statsminister Jonas Gahr Støre |       |
| Nya Zeeland                    | parlamentarisk monarki                         | kung Charles III | premiärminister Christopher Luxon |       |
| Nya Zeeland                    | parlamentarisk monarki                         | generalguvernör Cindy Kiro | premiärminister Christopher Luxon |       |
| Oman                           | absolut monarki                                | sultan Haitham bin Tariq | sultan Haitham bin Tariq |       |
| Pakistan                       | parlamentarisk republik                        | president Arif Alvi | premiärminister Shehbaz Sharif |       |
| Palau                          | presidentiell republik                         | president Surangel Whipps Jr. | president Surangel Whipps Jr. |       |
| Panama                         | presidentiell republik                         | president Laurentino Cortizo | president Laurentino Cortizo |       |
| Papua Nya Guinea               | parlamentarisk monarki                         | kung Charles III | premiärminister James Marape |       |
| Papua Nya Guinea               | parlamentarisk monarki                         | generalguvernör Bob Dadae | premiärminister James Marape |       |
| Paraguay                       | presidentiell republik                         | president Santiago Peña | president Santiago Peña |       |
| Peru                           | presidentiell republik                         | president Dina Boluarte | premiärminister Alberto Otárola |       |
| Polen                          | parlamentarisk republik                        | president Andrzej Duda | premiärminister Donald Tusk |       |
| Portugal                       | semipresidentiell republik                     | president Marcelo Rebelo de Sousa | premiärminister António Costa |       |
| Qatar                          | semikonstitutionell monarki                    | emir Tamim bin Hamad Al Thani | premiärminister Mohammed bin Abdulrahman bin Jassim al-Thani                                                                                                   |       |
| Rumänien                       | semipresidentiell republik                     | president Klaus Iohannis | premiärminister Marcel Ciolacu |       |
| Ryssland                       | semipresidentiell republik                     | förbundspresident Vladimir Putin | premiärminister Michail Misjustin | [ 3 ] |
| Rwanda                         | presidentiell republik                         | president Paul Kagame | premiärminister Édouard Ngirente |       |
| Saint Kitts och Nevis          | parlamentarisk monarki                         | kung Charles III | premiärminister Terrance Drew |       |
| Saint Kitts och Nevis          | parlamentarisk monarki                         | generalguvernör Marcella Liburd | premiärminister Terrance Drew |       |
| Saint Lucia                    | parlamentarisk monarki                         | kung Charles III | premiärminister Philip J. Pierre |       |
| Saint Lucia                    | parlamentarisk monarki                         | generalguvernör Errol Charles | premiärminister Philip J. Pierre |       |
| Saint Vincent och Grenadinerna | parlamentarisk monarki                         | kung Charles III | premiärminister Ralph E Gonsalves |       |
| Saint Vincent och Grenadinerna | parlamentarisk monarki                         | generalguvernör Susan Dougan | premiärminister Ralph E Gonsalves |       |
| Salomonöarna                   | parlamentarisk monarki                         | kung Charles III | premiärminister Manasseh Sogavare |       |
| Salomonöarna                   | parlamentarisk monarki                         | generalguvernör David Vunagi | premiärminister Manasseh Sogavare |       |
| Samoa                          | parlamentarisk republik                        | statshövding Tuimalealiʻifano Vaʻaletoʻa Sualauvi II | premiärminister Fiamē Naomi Mataʻafa |       |
| San Marino                     | parlamentarisk republik                        | kaptenregenter Alessandro Scarano och Adele Tonnini | kaptenregenter Alessandro Scarano och Adele Tonnini |       |
| São Tomé och Príncipe          | semipresidentiell republik                     | president Carlos Vila Nova | regeringschef Patrice Trovoada |       |
| Saudiarabien                   | absolut monarki                                | kung Salman bin Abdul Aziz | premiärminister Mohammed bin Salman |       |
| Schweiz                        | parlamentarisk republik                        | Förbundsrådet Viola Amherd (president) · Karin Keller-Sutter (vicepresident) Guy Parmelin · Ignazio Cassis · Albert Rösti · Élisabeth Baume-neider · Beat Jans | Förbundsrådet Viola Amherd (president) · Karin Keller-Sutter (vicepresident) Guy Parmelin · Ignazio Cassis · Albert Rösti · Élisabeth Baume-neider · Beat Jans | [ 4 ] |
| Senegal                        | presidentiell republik                         | president Macky Sall | premiärminister Amadou Ba |       |
| Serbien                        | parlamentarisk republik                        | president Aleksandar Vučić | premiärminister Ana Brnabić |       |
| Seychellerna                   | presidentiell republik                         | president Wavel Ramkalawan | president Wavel Ramkalawan |       |
| Sierra Leone                   | presidentiell republik                         | president Julius Maada Bio | chefsminister David Moinina Sengeh |       |
| Singapore                      | parlamentarisk republik                        | president Tharman Shanmugaratnam | premiärminister Lawrence Wong |       |
| Slovakien                      | parlamentarisk republik                        | president Zuzana Čaputová | premiärminister Robert Fico |       |
| Slovenien                      | parlamentarisk republik                        | president Nataša Pirc Musar | premiärminister Robert Golob |       |
| Somalia                        | parlamentarisk republik                        | president Hassan Sheikh Mohamud | premiärminister Hamza Abdi Barre |       |
| Spanien                        | parlamentarisk monarki                         | kung Felipe VI | premiärminister Pedro Sánchez |       |
| Sri Lanka                      | semipresidentiell republik                     | president Anura Kumara Dissanayake | premiärminister Harini Amarasuriya |       |
| Storbritannien                 | parlamentarisk monarki                         | kung Charles III | premiärminister Keir Starmer | [ 5 ] |
| Sudan                          | övergångsregering                              | president Abdel Fattah al-Burhan | premiärminister Osman Hussein |       |
| Surinam                        | presidentiell republik                         | president Chan Santokhi | president Chan Santokhi |       |
| Swaziland                      | absolut monarki                                | kung Mswati III | regeringschef Russel Dlamini |       |
| Sverige                        | parlamentarisk monarki                         | kung Carl XVI Gustaf | statsminister Ulf Kristersson |       |
| Sydafrika                      | presidentiell republik                         | president Cyril Ramaphosa | president Cyril Ramaphosa |       |
| Sydkorea                       | presidentiell republik                         | president Yoon Suk-yeol | president Yoon Suk-yeol |       |
| Sydsudan                       | presidentiell republik                         | president Salva Kiir Mayardit | president Salva Kiir Mayardit |       |
| Syrien                         | semipresidentiell republik                     | president Ahmed al-Sharaa | premiärminister Mohammed al-Bashir |       |
| Tadzjikistan                   | presidentiell republik                         | president Emomaly Rahmon | premiärminister Qohir Rasulzoda |       |
| Tanzania                       | presidentiell republik                         | president Samia Suluhu | regeringschef Kassim Majaliwa |       |
| Tchad                          | övergångsregering                              | president Mahamat Déby | premiärminister Saleh Kebzabo |       |
| Thailand                       | parlamentarisk monarki                         | kung Maha Vajiralongkorn | premiärminister Srettha Thavisin |       |
| Tjeckien                       | parlamentarisk republik                        | president Petr Pavel | premiärminister Petr Fiala |       |
| Togo                           | presidentiell republik                         | president Faure Gnassingbé | premiärminister Victoire Tomegah Dogbé |       |
| Tonga                          | semikonstitutionell monarki                    | kung Tupou VI | premiärminister Siaosi Sovaleni |       |
| Trinidad och Tobago            | parlamentarisk republik                        | president Christine Kangaloo | premiärminister Keith Rowley |       |
| Tunisien                       | presidentiell republik                         | president Kaïs Saïed | premiärminister Ahmed Hachani |       |
| Turkiet                        | presidentiell republik                         | president Recep Tayyip Erdoğan | president Recep Tayyip Erdoğan |       |
| Turkmenistan                   | presidentiell republik                         | president Serdar Berdimuhamedow | president Serdar Berdimuhamedow |       |
| Tuvalu                         | parlamentarisk monarki                         | kung Charles III | premiärminister Feleti Teo |       |
| Tuvalu                         | parlamentarisk monarki                         | generalguvernör Tofiga Vaevalu Falani | premiärminister Feleti Teo |       |
| Tyskland                       | parlamentarisk republik                        | förbundspresident Frank-Walter Steinmeier | förbundskansler Olaf Scholz |       |
| Uganda                         | presidentiell republik                         | president Yoweri Museveni | regeringschef Robinah Nabbanja |       |
| Ukraina                        | semipresidentiell republik                     | president Volodymyr Zelenskyj | premiärminister Denys Sjmyhal |       |
| Ungern                         | parlamentarisk republik                        | president Tamás Sulyok | premiärminister Viktor Orbán |       |
| Uruguay                        | presidentiell republik                         | president Luis Alberto Lacalle Pou | president Luis Alberto Lacalle Pou |       |
| USA                            | presidentiell republik                         | president Donald Trump | president Donald Trump |       |
| Uzbekistan                     | presidentiell republik                         | president Shavkat Mirziyoyev | premiärminister Abdulla Aripov |       |
| Vanuatu                        | parlamentarisk republik                        | president Nikenike Vurobaravu | premiärminister Charlot Salwai |       |
| Vatikanstaten                  | absolut monarki                                | suverän Leo XIV | guvernör Fernando Vérgez Alzaga |       |
| Venezuela                      | presidentiell republik                         | president Nicolás Maduro | president Nicolás Maduro |       |
| Vietnam                        | kommunistpartiledd republik                    | president Võ Văn Thưởng | premiärminister Pham Minh Chinh |       |
| Zambia                         | presidentiell republik                         | president Hakainde Hichilema | president Hakainde Hichilema |       |
| Zimbabwe                       | presidentiell republik                         | president Emmerson Mnangagwa | president Emmerson Mnangagwa |       |
| Österrike                      | parlamentarisk republik                        | förbundspresident Alexander Van der Bellen | förbundskansler Karl Nehammer |       |
| Östtimor                       | semipresidentiell republik                     | president José Ramos-Horta | premiärminister Xanana Gusmão |       |

## Lista över ledare för stater som inte är medlemmar i FN
Lista omfattar ledare för geopolitiska enheter som inte är medlemmar i Förenta Nationerna och som saknar internationellt erkännande som eller endast har erkänts av ett fåtal andra suveräna stater. Graden av vilken kontroll dessa ledare har över dessa territorier varierar.
| Stat             | Statsskick                 | Statschef                     | Regeringschef                         | Not |
| ---------------- | -------------------------- | ----------------------------- | ------------------------------------- | --- |
| Abchazien        | presidentiell republik     | president Aslan Bzjania       | premiärminister Alyksandr Ankwab      |     |
| Kosovo           | parlamentarisk republik    | president Vjosa Osmani        | premiärminister Albin Kurti           |     |
| Nagorno-Karabach | presidentiell republik     | president Arajik Harutiunjan  | president Arajik Harutiunjan          |     |
| Nordcypern       | semipresidentiell republik | president Ersin Tatar         | premiärminister Ünal Üstel            |     |
| Palestina        | semipresidentiell republik | president Mahmoud Abbas       | premiärminister Mohammad Shtayyeh     |     |
| Somaliland       | presidentiell republik     | president Muse Bihi Abdi      | president Muse Bihi Abdi              |     |
| Sydossetien      | semipresidentiell republik | president Alan Gaglojev       | premiärminister Konstantin Dzjussojev |     |
| Taiwan           | semipresidentiell republik | president Tsai Ing-wen        | premiärminister Chen Chien-jen        |     |
| Transnistrien    | semipresidentiell republik | president Vadim Krasnoselskij | premiärminister Aleksandr Rozenberg   |     |
| Västsahara       | semipresidentiell republik | president Brahim Ghali        | premiärminister Bushraya Hamudi Bayun |     |